# Makowiec

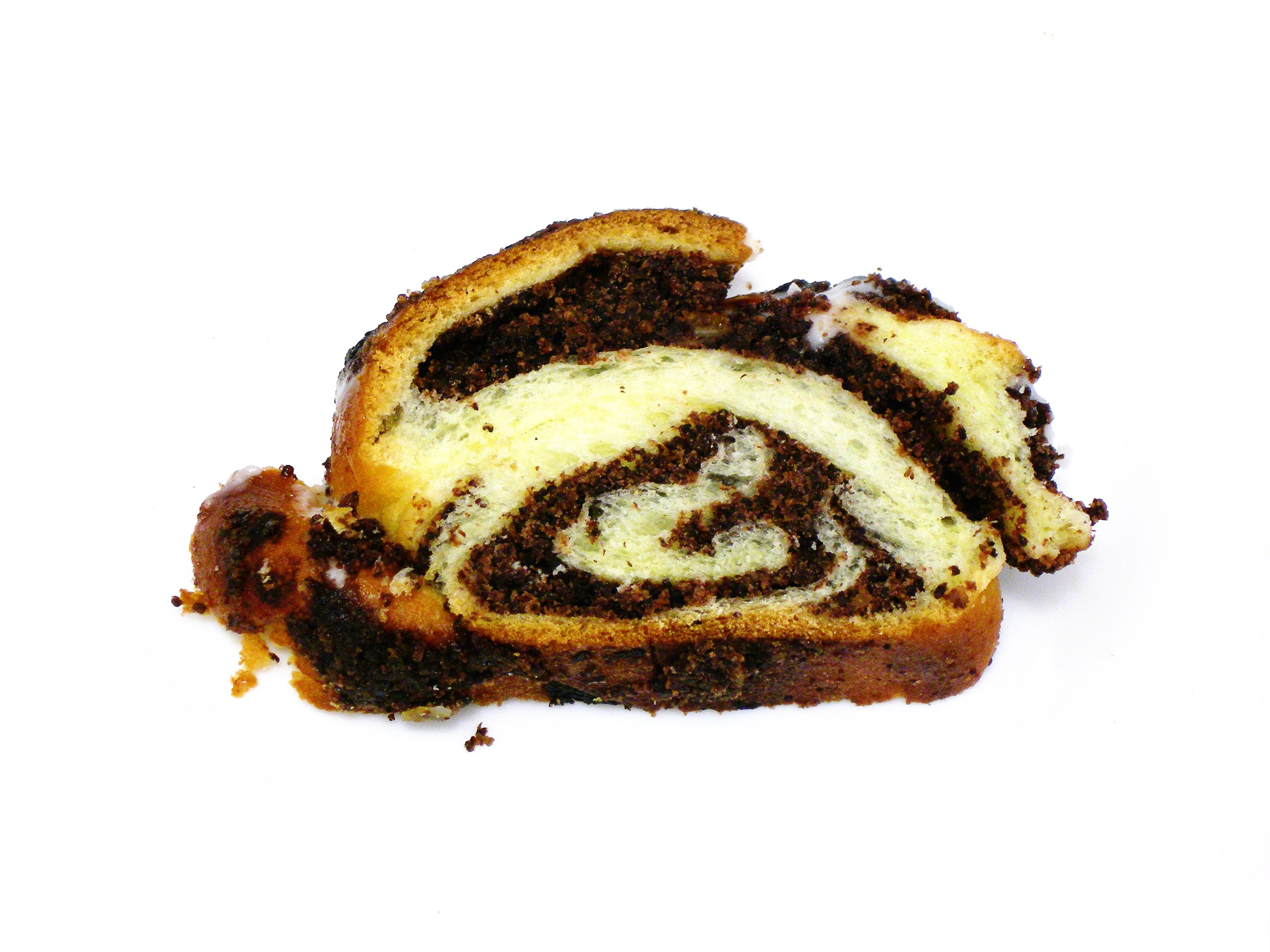
Makowiec.

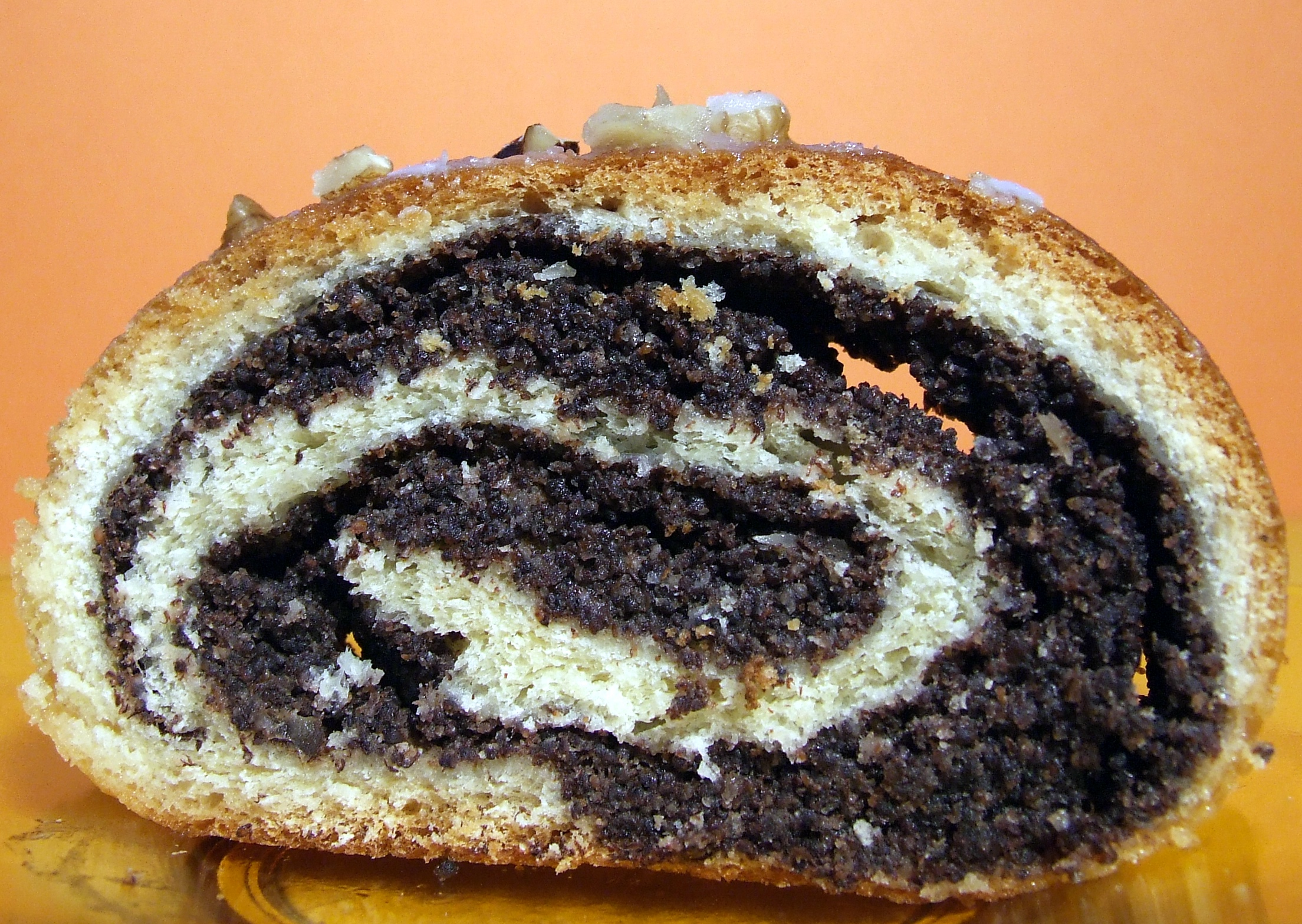
Makowiec.

Makowiec, pastel enrollado con relleno de semilla de amapola. Plato típicamente navideño de la cocina polaca y húngara.
El pastel consiste en un bizcocho enrollado relleno de una crema de semillas de amapolas, pasas, leche, mantequilla, cáscara de naranja, nueces y almendras. Cubierto con una capa de azúcar en polvo y zumo de limón.
- Datos: Q755372
- Multimedia: Makowiec / Q755372